# Wiestal
Koordinaten: 47° 45′ N, 13° 10′ O
Das Wiestal im nördlichen Teil des Bundeslandes Salzburg ist ein kleines, nordöstliches Seitental des Salzachtals im Bezirk Hallein. Es gilt als Sport- und Naherholungsgebiet, wirtschaftlich bedeutend sind mehrere Wasserkraftwerke. Ein enger Talabschnitt, die Wiestalklamm, ist als Naturdenkmal unter Schutz gestellt.

## Geografie
Als Wiestal gilt öfters das gesamte Tal des Almbachs, gemeinhin versteht man darunter aber den rund 10 Kilometer langen, nordnordöstlich-südsüdwestlich verlaufenden, mittleren Teil des Bachlaufes, der sich nördlich im Gemeindegebiet von Ebenau sowie zum größeren Teil mit seiner Westseite in Puch bei Hallein und seiner Ostseite in Adnet befindet; die Grenze der beiden Gemeinden folgt der Talsohle. Im Unterlauf des Almbachs liegt der Gemeinde Adnet südlich von Puch die Gemeinde Oberalm gegenüber, dieser befindet sich jedoch schon außerhalb des Wiestals in einer Beckenlage. Der obere, in einem Bogen zum Hintersee führende Teil des Almbachtals liegt in der Gemeinde Faistenau.

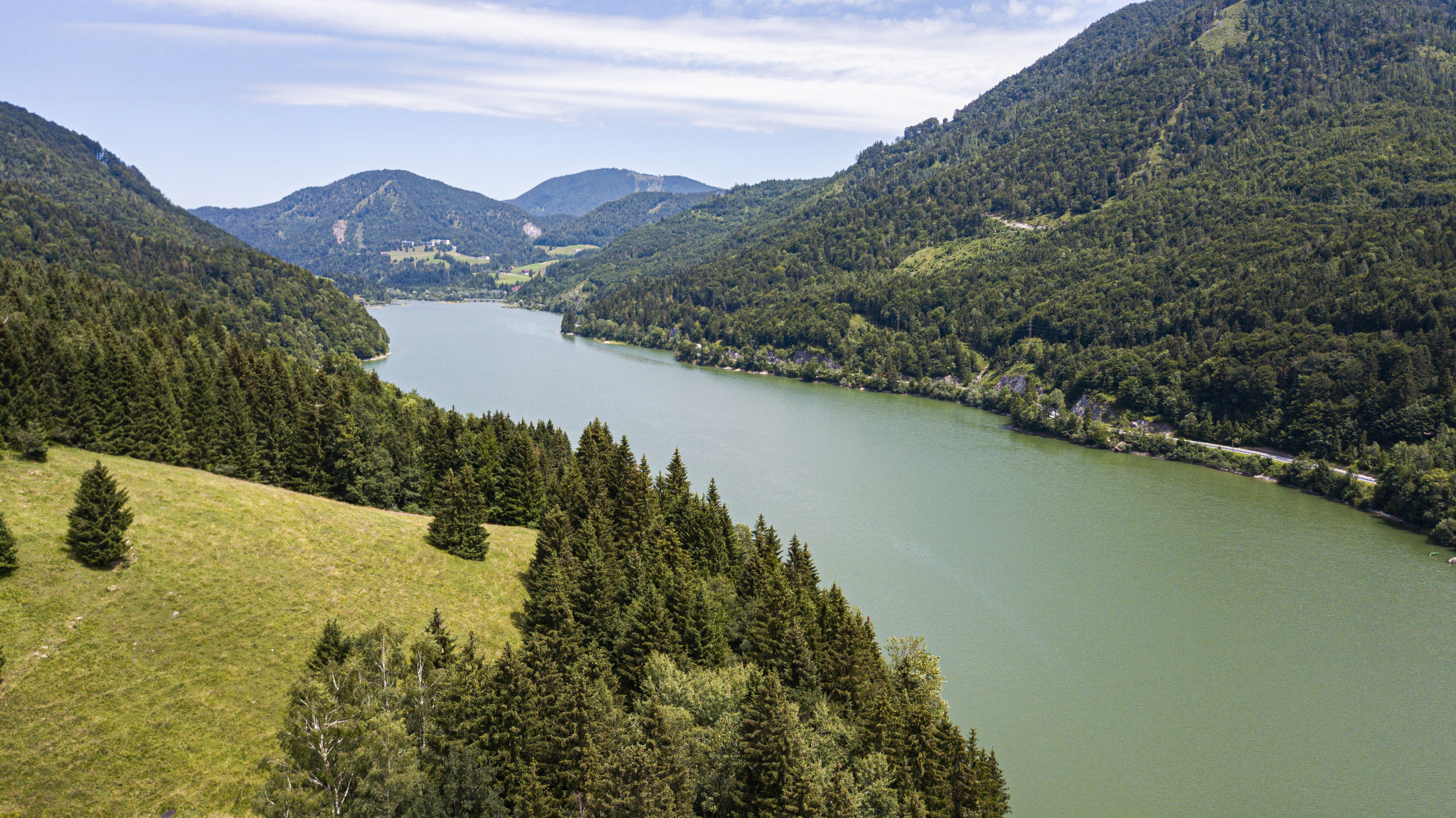
Blick auf den Wiestalstausee

Der Almbach, amtlich als Oberalm bezeichnet, entwässert den Hintersee nach Norden und fließt danach in westlicher Richtung durch die Strubklamm mit dem Strubklammspeicher. In der Folge tritt er, von Osten kommend, in eine quer zu ihm verlaufende Talung – das eigentliche Wiestal – ein, die sich nach Norden für rund 3 Kilometer bis zum Ort Ebenau fortsetzt und bis hierher vom Schwarzaubach durchflossen wird. Der Almbach fließt, nachdem er diesen aufgenommen hat, in südlicher Richtung weiter und wird zum Wiestalstausee gestaut, bildet danach ein Engtal, die Wiestalklamm, und wird danach erneut zum Wiestal-Ausgleichsbecken gestaut. Der Almbach mündet nach Verlassen des Wiestals und Durchfließen eines Beckenbereichs bei Adnet letztlich bei Hallein in die Salzach.
Der Talverlauf von Ebenau bis nördlich von Adnet mit Schwarzaubach und Almbach liegt im westlichen Bereich der Osterhorngruppe und ähnelt einem Durchbruchstal.

### Wiestalklamm
Die Wiestalklamm, auch Almbachklamm genannt, ist das 1,6 Kilometer lange Engtal des Almbachs zwischen dem Wiestalstausee und dem Wiestal-Ausgleichsbecken. Es gilt als ein Abschnitt mit besonderer landschaftlicher Schönheit und ist eines der wenigen Klammen im Dolomitgestein der Alpen. Der Talabschnitt ist s-förmig gewunden und wird zum Teil von fast senkrechten Felswänden begrenzt. Die Klamm ist in erster Linie aus den ästhetischen Gründen seit 1974 mit einer Fläche von 12,6 Hektar als Naturdenkmal 00126 Wiestal-Klamm unter Schutz gestellt.

## Wirtschaft, Kultur und Freizeit

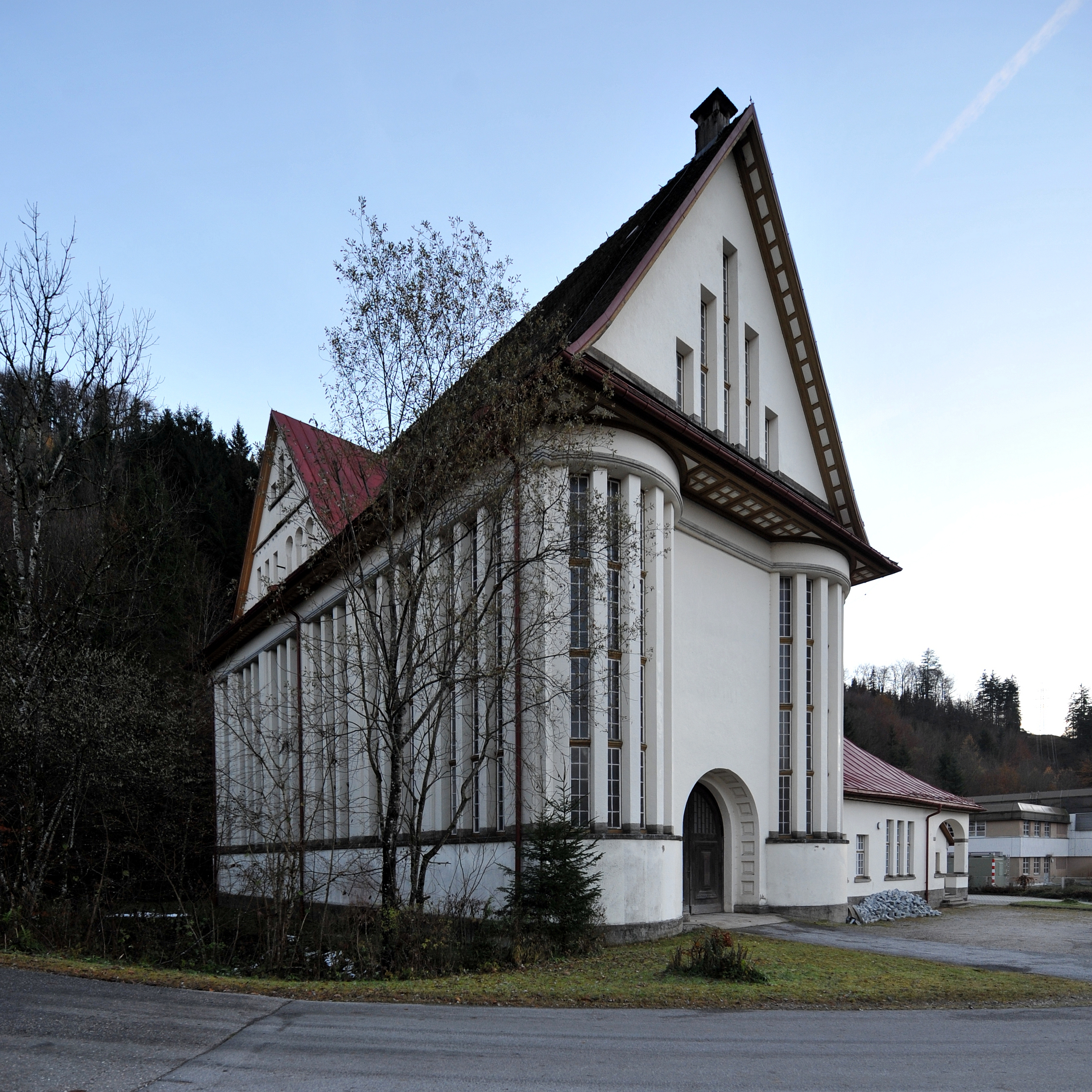
Das denkmalgeschützte Kraftwerkshaus Strubklamm-Kraftwerk oberhalb des Wiestalstausees

Das Wiestal ist dicht bewaldet, der Großteil des Waldes wird landwirtschaftlich genutzt. Der Wiestalstausee und das Wiestal-Ausgleichsbecken dienen von der Salzburg AG betriebenen Kraftwerken zur Stromerzeugung. Nördlich des Wiestalstausees existiert mit dem unter Denkmalschutz stehenden Kraftwerk Strubklamm ein drittes Wasserkraftwerk.
Das Wiestal gilt als Naherholungsgebiet mit strenger Bauregelung, die nur den Ortsansässigen ein Baurecht einräumt. Im Tal hat sich bäuerliche Tradition mit Maibaumaufstellen und Entzünden von Sonnwendfeuern bewahrt, und es finden sich einige sehr alte bäuerliche Anwesen.
Der Wiestalstausee wird als Badesee und Angelgewässer genutzt, Motor-, Elektro- und Segelboote sind nicht erlaubt. Die Klamm unterhalb des Wiestalstausees ist eine beliebte Schlucht für Canyoning-Touren, wegen des Stausees ist die Gefahr von Sturzfluten geringer als in anderen Schluchten.

## Verkehr
Im Wiestal existiert als einzige öffentliche Fahrstraße die Wiestal Landesstraße L107, die vom Stadtgebiet Hallein bis rund 4 Kilometer nördlich von Ebenau führt und dort in die Wolfgangsee Straße B158 mündet. Die Straße ist für den Durchzugsschwerverkehr gesperrt.